# Rio Hărlagii
O Rio Hărlagii é um rio da Romênia, afluente do Bistricioara, localizado no distrito de Harghita.